# Chaetocraniopsis argenticeps
Chaetocraniopsis argenticeps là một loài ruồi trong họ Tachinidae.